# Radonice

Radonice är en liten by och en kommun i Tjeckien med knappt 1 200 invånare (augusti 2006), belägen i nordvästra Böhmen.